# Slax
Slax (le cui prime versioni erano indicate come Slackware Live, ad indicare la diretta discendenza dalla distribuzione Slackware, ed utilizzavano KDE, fino alla versione 7.0.6)
è una distribuzione GNU/Linux derivata da Debian utilizzabile via live CD, creata all'inizio degli anni 2000 da Tomas Matejicek, usando i Linux Live script e Slackware.

## Cronologia dello sviluppo
Il 1º gennaio 2004 viene rilasciata la versione 3.0.24 denominata SLAX e la versione 4 venne pubblicata il 25 febbraio 2004: la novità più importante è la possibilità di aggiungere/rimuovere i moduli (il nome assegnato ai pacchetti dei programmi) durante l'esecuzione del sistema.
La versione 5 viene rilasciata il 5 aprile 2005, si in versione standard che in alcune particolari edizioni. Il 13 febbraio 2008 viene presentata la versione 6.0.1 con cui la distribuzione cambia nome da SLAX a Slax. La versione 7 viene presentata il 10 dicembre 2012. Indicata dal suo autore con il nome in codice di "Green Horn", presenta il nuovo KDE 4 e la localizzazione in più di 50 lingue.
A distanza di circa 3 anni e mezzo dal precedente rilascio, il 16 novembre 2017 viene rilasciata Slax 9.2.1, che vede il passaggio da Slackware a Debian come base del sistema e, conseguentemente, l'adozione di apt come strumento di installazione e rimozione dei pacchetti software, che adesso sono nel formato deb. Il 22 febbraio 2022 è stata pubblicata la versione 11.2

## Caratteristiche

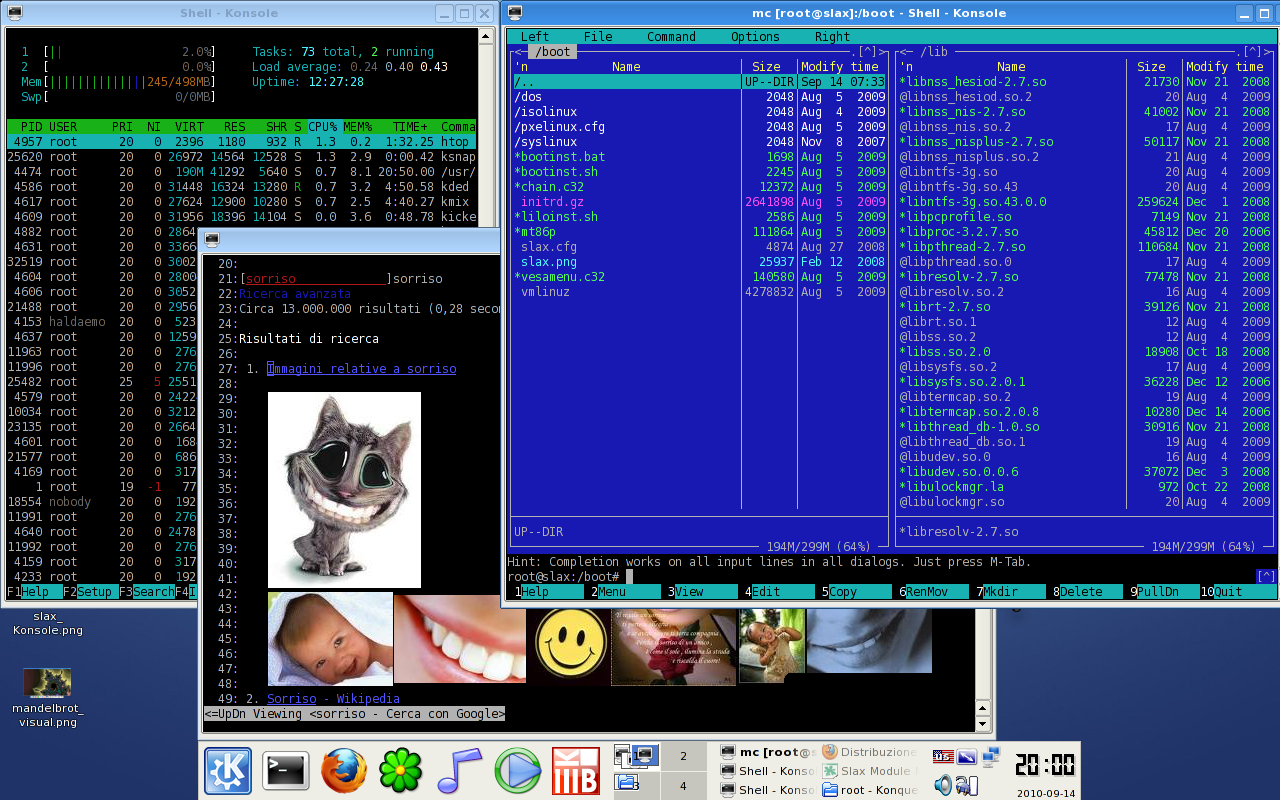
Slax 6.1.2 con alcune applicazioni da Konsole

Slax è offerta in un'unica versione Live scrivibile su CD/DVD oppure su una chiave USB, e supporta anche l'avvio tramite Preboot Execution Environment via iPXE; nel caso in cui si scelga un supporto non riscrivibile (come un disco ottico), tutte le modifiche verranno salvate in memoria per cui ogni cosa verrà persa al momento del termine della sessione di lavoro; se si installa invece su un supporto riscrivibile (come la chiave USB) le modifiche possono essere salvate: in questo caso viene detto che la distribuzione opera in modalità "Persistent Changes". Quest'ultima modalità salva le modifiche al sistema in un singolo file di massimo 4 GB di capacità nel caso in cui il supporto fisico sia formattato con il file system FAT oppure all'interno di una specifica cartella nel caso di supporti formattati con file system di tipo Linux come ext4. Il sistema può essere comunque avviato senza supporto alla modalità Persisten Changes semplicemente scegliendo un'apposita voce dal menu di  boot.
Utilizza fluxbox come interfaccia grafica e synaptic come interfaccia per il gestore di pacchetti con pochi software preinstallati: il browser Chromium, l'editor di testo Leafpad, una calcolatrice ed un riproduttore multimediale. L'installazione dei programmi si fa mediante l'uso dello strumento Advanced Packaging Tool (apt). La distribuzione si caratterizza per il fatto di essere leggera, stabile, veloce, supportando il completo caricamento del sistema in RAM, lasciando libero il drive CD/DVD, permettendo per esempio di leggere il contenuto di un altro disco o scrivere file su un CD-R/CD-RW.

## Configurazione di client PPPoE

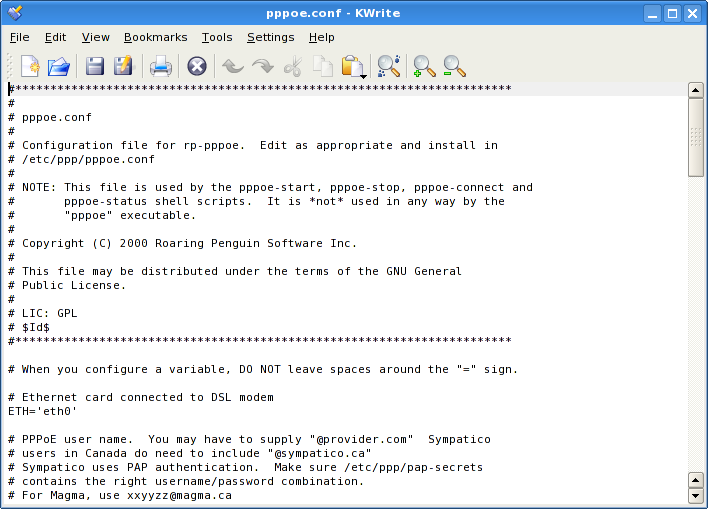
file pppoe.conf visualizzato con Kwrite

Nel momento in cui si collega il computer ad un modem/router mediante cavetto ethernet, se la rete offre un servizio DHCP, la connessione dovrebbe essere stabilita immediatamente (sul pannello delle applicazioni compare una icona raffigurante due computer con schermi blu).
A questo punto il comando pppoe-setup impartito da terminale (Konsole) permette di configurare un client PPPoE. Occorre specificare
- username
- interfaccia di rete (eth0 di default)
- avtivate-on-demand (mettere no se si adopera una connessione ADSL di tipo flat)
- password
- primary & secondary DNS (dipendono dall'ISP che si utilizza)
- firewalling

la connessione viene lanciata con il comando pppoe-start ed interrotta con pppoe-stop.
Dopo aver impostato la connessione digitando da terminale kwrite /etc/ppp/pppoe.conf si possono vedere le impostazioni inserite ed eventualmente modificarle. Volendo si possono utilizzare i DNS di OpenDNS digitando da terminale kwrite /etc/resolv.conf e copiando le due righe successive
```
nameserver 208.67.222.222
nameserver 208.67.220.220
```

Dopo aver apportato tali modifiche, ricordarsi di salvare e chiudere la finestra di kwrite.
Per riavviare la connessione dopo aver apportato qualche modifica digitare da terminale /etc/rc.d/rc.inet1 restart.

## Galleria d'immagini

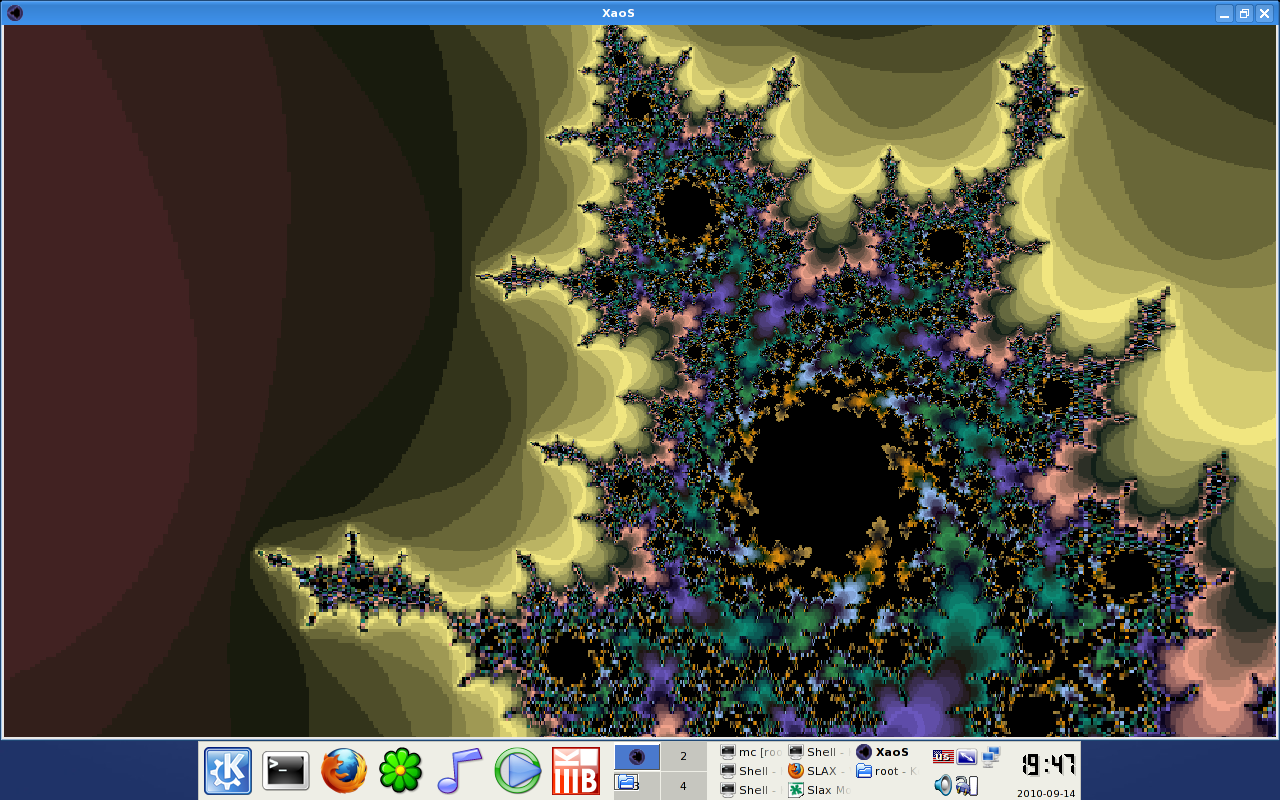
Frattale raffigurante l'insieme di Mandelbrot visualizzato con XaoS
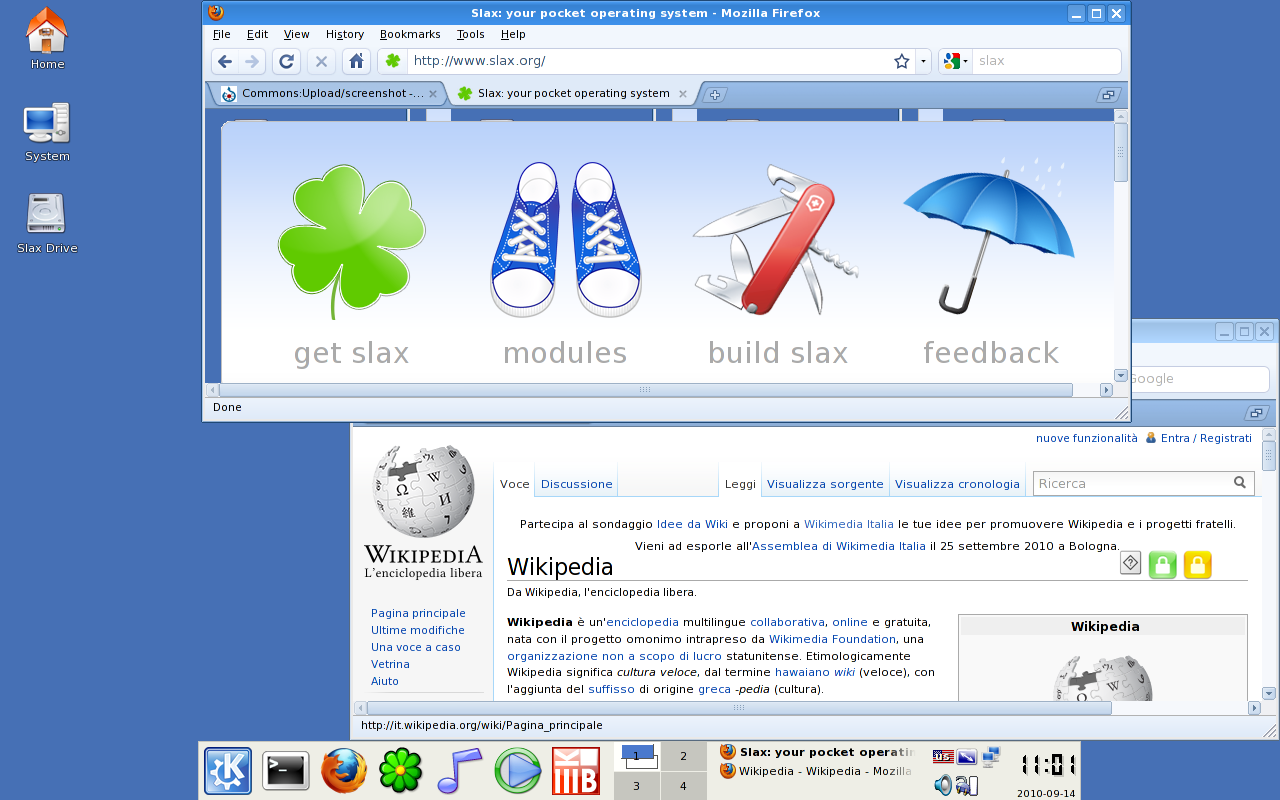
Screenshot di SLAX 6.1.2 Standard Edition con KDE
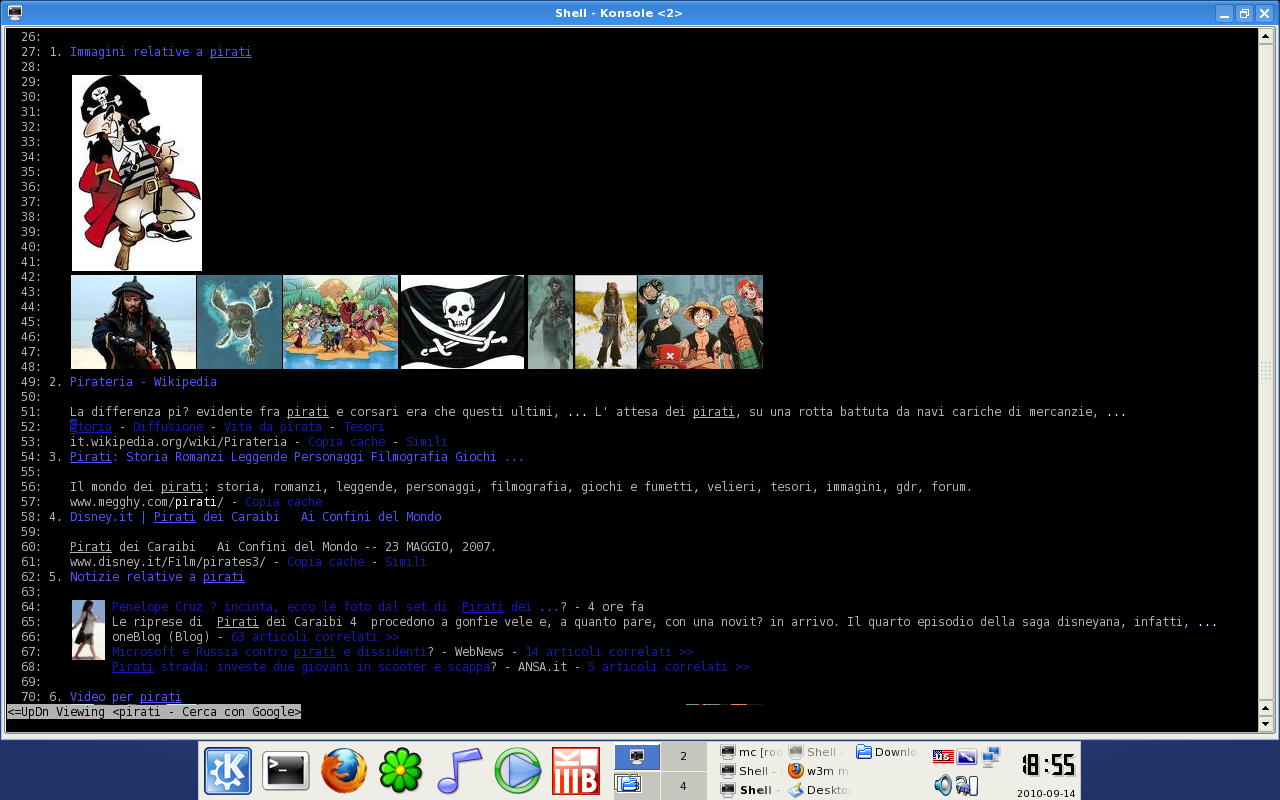
w3m su Slax
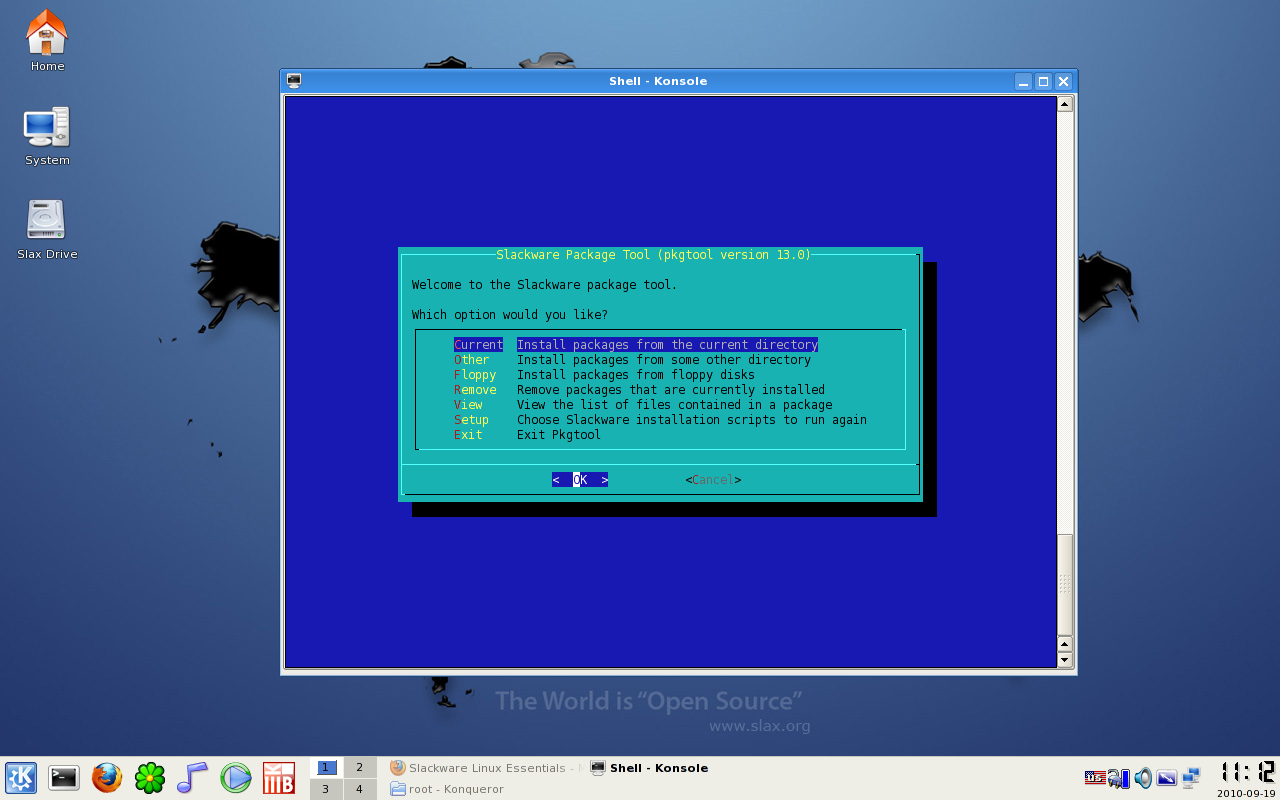
pkgtool su Slax

## Caratteri delle versioni slackware

### Versione 5.0
La versione standard viene successivamente affiancata da alcune versioni particolari:
- KillBill - contiene strumenti come Wine, DOSBox e QEMU per poter utilizzare applicazioni concepite per Microsoft Windows;[10]
- Popcorn - contenuta in 128 MByte, è basata su Xfce e contiene Mozilla Firefox, AbiWord, MPlayer, cdparanoia.[11]
- Server - contiene diverse utility per il web: DNS, DHCP, HTTP, FTP, MySQL, SMTP, POP3, IMAP e SSH.[12]
- Frodo - si adatta agli impieghi degli utenti più esperti, è fruibile soltanto attraverso un'interfaccia a riga di comando.[13]

### Versione 6.0
La distribuzione viene rilasciata sotto forma di un'immagine ISO scrivibile su un CD/DVD oppure sotto forma di un archivio TAR usabile nel caso di installazioni su USB oppure anche su disco rigido. È ampiamente configurabile dal momento che adotta un approccio modulare ed è pertanto adattabile alle esigenze del singolo utente. I moduli hanno estensione .Izm e quelli presenti di base in Slax 6.1.2 sono solo 7 (e si possono trovare digitando da terminale /mnt/hda/slax/base):
- 001-core.Izm
- 002-xorg.Izm
- 003-desktop.Izm
- 004-kdeapps.Izm
- 005-koffice.Izm
- 006-devel.Izm
- 007-firefox.Izm

Qualora si volessero caricarne all'avvio di personali vanno salvati nella directory /slax/modules/ del CD o della USB contenente Slax. Al momento del boot è possibile scegliere l'opzione che consente di eseguire Slax tramite RAM, mantenendo libero il lettore CD/DVD.